# Jet4you
Jet4you (mã IATA = 8J, mã ICAO = JFU) là hãng hàng không giá rẻ, trụ sở ở Casablanca, Maroc. Hãng có các tuyến đường giữa Maroc và Pháp, Bỉ và Ý. Hãng có căn cứ chính ở Sân bay quốc tế Menara, Marrakech, với các căn cứ phụ ởSân bay Al Massira, Agadir, Sân bay quốc tế Mohammed V, Casablanca, và Sân bay Orly, (Paris).

## Lịch sử
Jet4you được thành lập và bắt đầu hoạt động từ ngày 26.2.2006, do TUI Group sở hữu (40%), Attijariwafa Bank (20%), Investima-SGMB (20%) và MM.Marrache et Benabbes Taarji (20%). Các chủ đầu tư đã lập công ty Societe d'Investissement Aerienne để hỗ trợ hãng hàng không này. Mục tiêu của công ty là mở rộng mạng lưới của Jet4you tới các nước khác trong châu Âu và đạt tới 1,5 triệu lượt khách chở trong năm 2010 với đội máy bay 10 chiếc. Ngày 14.12.2006 hãng du lịch TUI AG của Đức đã loan báo rằng các hãng máy bay của "TUI AG" sẽ mang tên TUIfly từ năm 2008. Ngày 17.6.2008 TUI Group đã nắm 100% cổ phần của Jet4you.

## Các nơi đến
- Maroc
  - Agadir (Sân bay Al Massira)

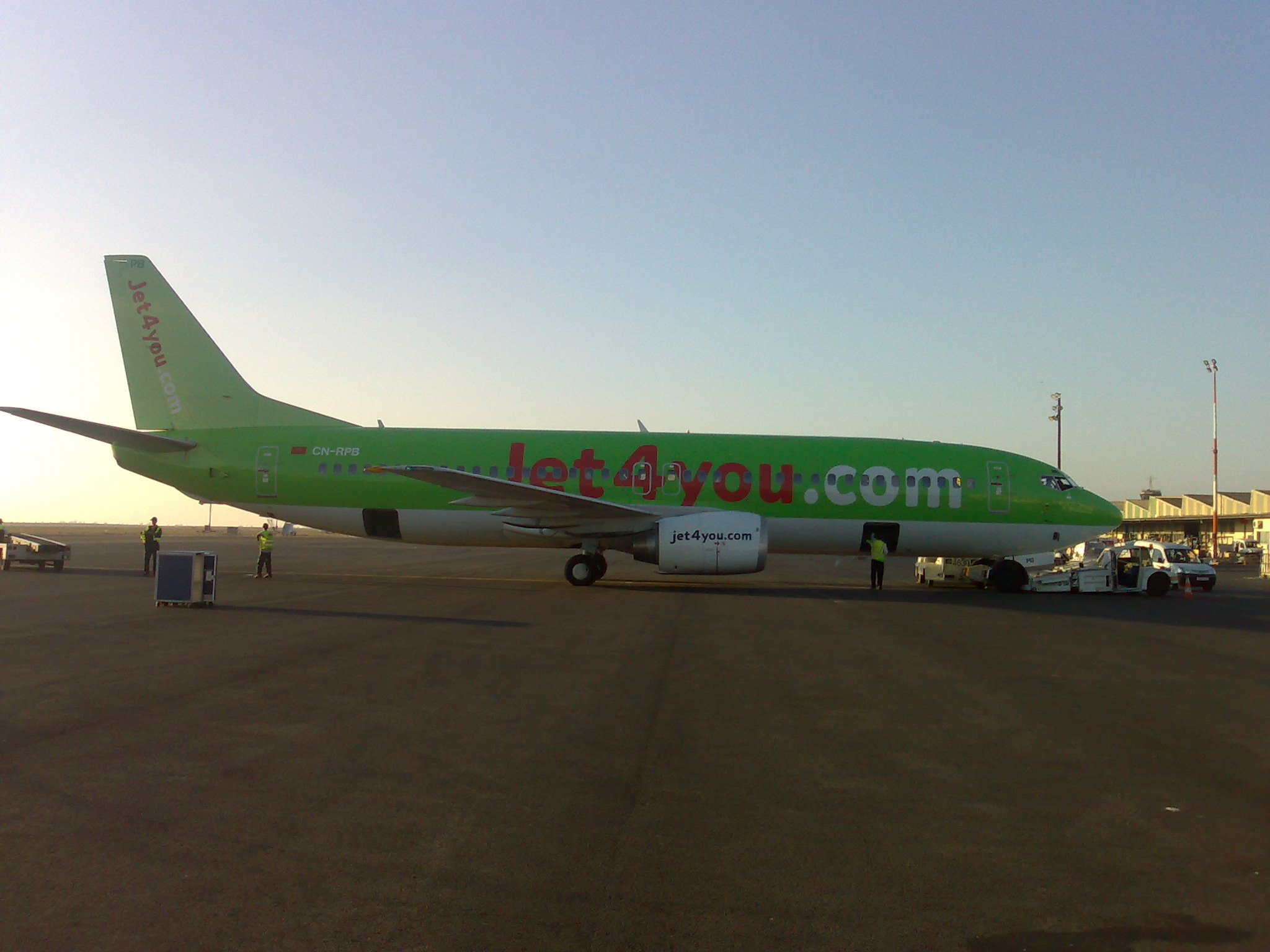
Jet4you Boeing 737-400

  - Casablanca (Sân bay quốc tế Mohammed V)
  - Fes (Sân bay Saïss)
  - Marrakech (Sân bay quốc tế Menara)
  - Nador (Sân bay quốc tế Nador)
  - Tangier (Sân bay quốc tế Ibn Batouta)
  - Rabat (Sân bay Rabat-Sale)
- Bỉ
  - Charleroi (Sân bay Brussels South Charleroi)
- Pháp
  - Lyon (Sân bay quốc tế Saint-Exupéry)
  - Marseille (Sân bay Marseille Provence)
  - Paris (Sân bay Orly)
  - Toulouse (Sân bay Toulouse)
- Ý
  - Milano (Sân bay quốc tế Milano Malpensa)
  - Bologna (Sân bay Guglielmo Marconi)
- Đức
  - Köln (Sân bay Köln Bonn)
  - Düsseldorf (Sân bay quốc tế Düsseldorf)
  - Frankfurt (Sân bay quốc tế Frankfurt)
  - Hanover (Sân bay quốc tế Hanover/Langenhagen)
  - München (Sân bay quốc tế Franz Josef Strauss)
  - Stuttgart (Sân bay Echterdingen)

## Đội máy bay
Đội máy bay của Jet4you gồm các máy bay như sau: